# Tasmabrochus cranstoni
Espèce
Tasmabrochus cranstoni est une espèce d'araignées aranéomorphes de la famille des Macrobunidae.

## Distribution
Cette espèce est endémique de Tasmanie en Australie.

## Description
La carapace du mâle holotype mesure 3,8 mm de long sur 2,5 mm de large et l'abdomen 3,7 mm de long sur 2,1 mm de large. La carapace de la femelle paratype mesure 4,3 mm de long sur 2,9 mm de large et l'abdomen 6,5 mm de long sur 4,5 mm de large. Les mâles mesurent de 6,6 à 7,8 mm et les femelles de 7,5 à 10,8 mm.

## Systématique et taxinomie
Cette espèce a été décrite par Davies en 2002.

## Étymologie
Cette espèce est nommée en l'honneur de Peter Cranston.

## Publication originale
- Davies, 2002 : « Tasmabrochus, a new spider genus from Tasmania, Australia (Araneae, Amphinectidae, Tasmarubriinae). » The Journal of Arachnology, vol. 30, p. 219-226 (texte intégral).